# Зечевиће
Зечевиће (или Зечевићи) (алб. Zeçeviqi) је насеље у општини Зубин Поток на Косову и Метохији. Атар насеља се налази на територији катастарске општине Зечевиће површине 1.032 ha. Историјски и географски припада Ибарском Колашину. Назив села потиче од старијег становништва, док данас у селу живи само род Виријевић. Село је разбијено косом на два дела: Зечевиће и Камењаче. Део Зечевиће носи и називе Село и Старо Село. Чести су извори на територији атара, од којих поједини носе имена: Млијечњак, Кораћ, Ржиште.. Остаци старијег становништва се виде на више места у селу. Старо гробље је на једном превоју између Зечевића и Камењаче, ту се и данас налази гробље. Мало ниже од овог гробља је и тзв Чумино гробље у којем су сахрањени становници умрли од куге или чуме. После ослобађања од турске власти место је у саставу Рашког округа, у срезу дежевском, у општини рајетићској и 1912. године има 71-ог становника.

## Географија
Село је на огранцима Рогозне; разбијено је косом у два дела: Зечевиће и Камењаче. Зечевиће, „Село“ или Старо Село је испод брда Млијечшака, а Камењача преко била на коме је садашње гробље. Извора има свуда, а најјачи су они у подножју Млијечшака: Врело, Чесма код Црквине, чесма у Старом Селу и Бакарњача у ливадама Мијелиће. На овој води и Врелу су појила за стоку.

## Историја
Топографски називи за поједине делове сеоског атара су: Млијечшак, Кораћ, Мијелиће, Ржиште, Старо Село. По неким од ових назива се види да је село било насељено становништвом које нема везе са данашњим родовима. Само име Зечевиће потиче од братства које је ту било раније. Остатак другог рода је Мијелиће, старо гробље и црквина у њему. Сем тога, овде има неколико старих села. Најстарије је оно испод брда Млијечњака на странама малог потока. Ту су данас, махом њиве, оранице и колибишта, где су раније излазили са стоком.
Остаци старијег насеља се виде по гробљу и црквини. У селу је црквина на којој су мештани подигли капелу. Старо гробље је на једном превоју између „Села“ и Камењача; на њему се виде остаци капеле, из које је израстао велики храст. Ту се сахрањује и данашње становништво. Мало ниже од овога, испод пута је Чумино гробље, где су укопани Вирјевићи из Камењача, који су помрли од куге. Од велике задруге остало је тада само двоје деце, од којих су Вирјевићи у Камењачама и у Ранчићу.

## Порекло становништва по родовима
Порекло становништва Зечевића, стање из 1954:
У Зечевићу живи само један род: Вирјевићи (20 кућа., Св. Арханђео и Св. Илија); кажу да су старином из Црне Горе из Вирова. Одавде су пореклом Вирјевићи у Војимислићу и у Ранчићу.
На једној заравни између Зечевића и Вукосављевића је мало насеље Кијевце, које припада Зечевићу. У њему се становништво, због тога што је земља била агарска, стално смењивало; исељавало и насељавало. Раније су ту живели Луковићи, досељини из Годова у Штавици. Садашњи родови су: Томовићи (2 кућа., Св. Никола), досељени из Вељег Бријега пре 60 година, и Спасојевићи (1 кућа., Св. Петка).

## Демографија
Према проценама из 2009. године које су коришћене за попис на Косову 2011. године, ово насеље је имало 14 становникаСрби.
| Година       | 1948 | 1953 | 1961 | 1971 | 1981 | 1991 | 2011 |
| ------------ | ---- | ---- | ---- | ---- | ---- | ---- | ---- |
| Становништво | 87   | 132  | 134  | 112  | 57   | 35   | 14   |

|  |